# دارين بينيت
دارين بينيت (بالإنجليزية: Darren Bennett)‏ (و. 1965 – م) هو لاعب كرة القدم الأسترالية، ولاعب كرة قدم أمريكية، من أستراليا، ولد في سيدني.

## روابط خارجية
- دارين بينيت على موقع مرجع كرة القدم المحترفة.كوم (الإنجليزية)
- دارين بينيت على موقع AustralianFootball.com (الإنجليزية)
- دارين بينيت على موقع AFLtables.com (الإنجليزية)